# Xã Shelburne, Quận Lyon, Minnesota
Xã Shelburne (tiếng Anh: Shelburne Township) là một xã thuộc quận Lyon, tiểu bang Minnesota, Hoa Kỳ. Năm 2010, dân số của xã này là 178 người.